# Raimond-Roger Trencavel
Raimond-Roger Trencavel (1185 - 10 november 1209) was een lid van het huis Trencavel. Hij was burggraaf van Albi, Ambialet en Béziers, die tot de leengoederen behoorden van het graafschap Toulouse. Tevens was hij burggraaf van Carcassonne en Razès, dat weer een leengoed was van het graafschap Barcelona (en dus van de koning van Aragon).
Trencavel was een zoon van Roger II Trencavel en Adelheid van Toulouse, een dochter van graaf Raymond VI van Toulouse. Zelf was hij getrouwd met Agnes van Montpellier. Hij woonde in het grafelijk kasteel in de versterkte stad van Carcassonne. Het kasteel werd gebouwd door zijn voorouders in de 11de eeuw. Trencavel was zelf géén kathaar, hoewel veel van zijn onderdanen van hem dat wel waren. Hij had een vrij tolerante houding ten opzichte van het katharisme, maar ook ten opzichte van andere religies en culturen. Hij voerde ook sterk aan op de Joden, waarvan er een grote hoeveelheid woonde in Béziers, zijn tweede zetel van macht.

## Albigenzische Kruistocht
In 1209, aan het begin van de Albigenzische Kruistocht, verzamelden zich zo'n 10.000 kruisvaarders in Lyon die in maart begonnen aan een tocht naar het zuiden. In juni herkende graaf Raymond VI van Toulouse het gevaar dat op hem afkwam. Hij beloofde hard op te treden tegen de katharen en zodoende werd zijn excommunicatie opgeheven. De kruisvaarders gingen verder naar het zuiden, na Montpellier marcheerde het leger naar de Kathaarse gemeenschappen in Albi en Carcassonne. Trencavel begon te onderhandelen met de kruisridders, maar kwam niet tot overeenstemming. Hij haastte zich terug naar Carcassonne om zijn verdediging te organiseren. De stad Béziers werd verslagen en de bevolking werd uitgemoord.
De stad Carcassonne was goed versterkt, maar was kwetsbaar geworden door de vele vluchtelingen in de stad. Op 1 augustus verscheen het leger van de kruisridders voor de stad, geleid door de pauselijke legaat Arnaud Amaury. Als vazal van Peter II van Aragon had Trencavel recht op bescherming van zijn koning. Maar de Aragonese koning kon niets uitrichten tegen het leger van Paus Innocentius III, hij kon alleen optreden als bemiddelaar.
De belegering duurde niet lang. Al op 7 augustus hadden de kruisridders de stad afgesloten van water. Trencavel had opdracht gegeven tot onderhandeling met de belegeraars. Aan het einde van deze onderhandelingen werd hij gevangengenomen en hij werd opgesloten in zijn eigen kerker, waar hij waarschijnlijk stierf aan dysenterie, al zijn er vermoedens van vergiftiging.

### Na zijn dood
De stad Carcassonne gaf zich over op 15 augustus. De bewoners werden niet afgeslacht, maar ze werden gedwongen de stad te verlaten. Simon IV van Montfort kreeg de controle over de gebieden van Béziers, Carcassonne en Albi. Trencavel had al eerder zijn zoon Raimond II onteigend, hij had zijn rechten formeel overgedragen aan Lodewijk IX van Frankrijk in 1247.

## Identificatie
Sommige auteurs hebben Trencavel geïdentificeerd met de legendarische Parzival. Sommige beweren dat deze identificatie is vastgesteld, zij het esoterisch, door Wolfram von Eschenbach in zijn Parzival in het midden van de dertiende eeuw. Deze identificatie wordt later gedeeld door Otto Rahn in zijn Kruistocht tegen de Graal, maar ook nog door enkele andere historici.

## In fictie
- Raimond-Roger Trencavel werd in de miniserie Labyrinth geportretteerd door Tom Felton.

- Hij komt ook voor in het album De krakende carcas van de stripreeks Suske en Wiske.